# Ужас пирамиды
«Ужас пирамиды» (англ. The Footfalls Within, в других переводах Шаги за дверью) — рассказ Роберта Ирвина Говарда из цикла о Соломоне Кейне. Это предпоследний рассказ цикла и последний, который Говард закончил.

## Переводы
- Schritte in der Gruft (Эдуард Лукшандль, 1975)
- Шаги за дверью (Мария Семёнова, 1996), Ужас пирамиды (Илья Рошаль, 1998)
- Pasos en el interior (Хавьер Мартин Лаланда, 1994)
- Des bruits de pas à l'intérieur (Франсуа Трюшо, 1982; Патрис Луине, 2008)[2][3]

## Сюжет
В дебрях Африки Соломон Кейн преследует караван арабских работорговцев. Желая спасти истязаемых пленников, пуританин сам оказывается среди них. Вскоре торговцы живым товаром находят в джунглях таинственную пирамиду, в которой иудейский царь Соломон в незапамятные времена заточил древнее зло.

## Особенности
Габриэль Мамола обращает внимание, что в этом рассказе Кейн отправляется мстить за небелую девушку; он связывает тот факт, что Кейн вообще отправляется в Африку, с концентрацией на континенте человеческой, а не какой-то потусторонней, бесчеловечности; впрочем, Говард остаётся в рамках собственных предубеждений, например, среди упомянутых работорговцев нет европейцев.

## Связь с другими рассказами
Возможно, кушак, упоминаемый в «Клинках братства», Кейн снял с трупа Хасима бен Саида. Также из рассказа можно кое-что узнать о магическом посохе из «Холмов смерти»